# Динере, Лилия

Почтовая марка Роза — автор Л. Динере

Лилия Динере (латыш. Lilija Dinere, род. 14 сентября 1955 года, Рига) — латвийская художница и иллюстратор. Автор изображений на почтовых марках Латвии. Иллюстратор более 50 книг. Член правления Союза художников Латвии (2008 г. — 2011 г.).

## Биография
Лилия Динере родилась в 1955 году в Риге, в семье писательницы Цецилии Динере. В 1973 году окончила среднюю художественную школу им. Я. Розенталя. В 1980 году окончила живописно-сценографическое отделение Латвийской академии художеств. С 1981 года член Союза художников Латвии, а с 2008 по 2011 год член правления. С 1974 года участвовала в более чем в 150 выставках в Латвии и за рубежом.

## Творчество
Работает в техниках графики, акварели, живописи (масло, акрил, смешанные техники), настенной живописи и витража. Иллюстрировала более 50 книг, участвовала в более 150 выставках в Латвии и за рубежом. 20 выставок были персональными. Её работы можно увидеть в музеях и частных коллекциях разных стран. Работы Л. Динере находятся в музеях: Латвийском национальном художественном музее, Третьяковской галереи, Государственном музеи изобразительного искусства А. Пушкина, Готландском музеи художеств, Женском музее в Бонне, Латвийском Национальном художественном музее и др., а также в частных коллекциях Канады, Индии, Японии, США.

## Выставки
- 1981. — Zinību nama izstāžu zāle (Рига)
- 1988. — Lalit Kala Academy (Джайпур, Индия)
- 1989. — Rotary Club (Окадзаки, Япония)
- 1989. — Galleria Janus (Хельсинки, Финляндия)
- 1990. — Galleria Janus (Хельсинк, Финляндия)
- 1991. — Latvian Centre Gallery (Торонто, Канада)
- 1991. — Hyperion Gallery (Отава, Канада)
- 1991. — Reiterna nams (Рига)
- 1992. — «Aktuālais mīts», Frauen Museum (Бонн, Германия)
- 1994. — Galerie Villa Rolandseck (Ремаген, Германия)
- 1994. — Art Gallery (Люксембург)
- 1994. — Gustav Stresemann Institut (Бонн, Германия)
- 1995. — Gotlands Konst Museum (Висбия, Швеция)
- 1995. — «Nezināmā», Galerija G.&G. (Рига)
- 1996. — «Vēstules», Galerija G.&G. (Рига)
- 1997. — «Aizmirsto zemju zīmes», Rīgas Galerija
- 1999. — «Lielā Lelle», Euro Theater Central (Бонн, Германия)
- 2000. — «Saulrieta priesteriene», Ivonnas Veihertes Galerija (Рига)
- 2000. — «Spēle ar elementiem», Gallery Futura (Берлин, VГермания)
- 2003. — «Paradīzes koka ēnā», Rīgas Galerija (Рига)
- 2006. — «Nezināmā dārzā», Latvijas Nacionālais mākslas muzejs (Рига)

## Иллюстрации для книг
- 1980 — Пьер Жан де Беранже́ «Dziesmas» (поэзия)
- 1984  — Морис Карем «Mēness Arlekīns» (детская поэзия)
- 1987  — Франсуа Вийон «Dzeja»
- 1990  — Ларс Юлленстен «Ačgārnais koks» (три романа)
- 1990  — Цецилия Динере «Vaga uz Nekurieni» (поэзия)
- 1993  — Лорд Байрон «Ebreju Melodijas» (поэзия)
- 1993, 1994, 1995 — vecoguzu eposs «Книга моего деда Коркута»
- 1995 — Ķeltu mīti «Druīdu svētbiržu ugunis»
- 1997 — «Ījabs» (grāmata no Vecās Derības)
- 1999, 2000 — «Latviešu mīlas lirikas antoloģija» I, II собрания
- 2005  — Аманда Аизпурите «Krēsla tevi mīl»
- 2005 — «Псалмы» (Ветхий Завет)
- 2010 — вместе с Робертом Динерсом «Песнь о Роланде» (старофранцузский эпосс)